# Richard Schoemaker

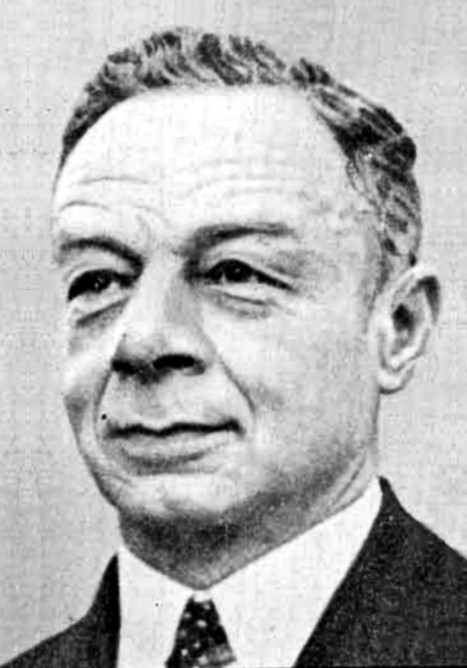
Prof. ir. R.L.A. Schoemaker

Richard Leonard Arnold Schoemaker (* 5. Oktober 1886 in Roermond; † 3. Mai 1942 im KZ Sachsenhausen) war ein niederländischer Architekt, Säbelfechter, Hochschullehrer und Widerständler gegen die deutsche Besatzung während des Zweiten Weltkriegs.

## Leben
Richard Schoemaker erhielt seine Ausbildung zum Soldaten ab 1905 an der Koninklijke Militaire Academie in Breda. 1908 machte er seinen Abschluss und startete im selben Jahr bei den Olympischen Spielen in London im Säbelfechten, schied aber in der zweiten Runde aus. Anschließend ging er nach Niederländisch-Indien, wo er 1915 zum Hauptmann der Koninklijk Nederlandsch-Indisch Leger befördert wurde. Nach dem Ende des Ersten Weltkriegs verließ er die Armee und wurde Professor für Bautechnik an der Technische Hogeschool in Bandung. Später kehrte er in die Niederlande zurück und wurde Professor für Architektur an der Technischen Hochschule Delft. Er blieb weiterhin Major der Reserve und war über 20 Jahre lang an den Entwürfen und dem Bau von Kasernen beteiligt. Auch sein Bruder Charles Prosper Wolff Schoemaker war ein renommierter Architekt, der zeitlebens in Indonesien lebte und arbeitete.
Mit Beginn des Zweiten Weltkriegs wurde Schoemaker zum Dienst in der Technik- und Ingenieurseinheit der niederländischen Armee einberufen, war jedoch nicht an Kampfhandlungen beteiligt. Nachdem die niederländische Armee von der deutschen Wehrmacht besiegt worden war, nahm er Kontakt zu Gruppen im Untergrund auf. Gemeinsam mit seinem Hochschul-Kollegen Jan Mekel baute er eine eigene kleine Sabotage- und Spionagegruppe auf. Später bekamen sie Kontakt zum Ordedienst (OD), einer von Johan Westerveld gegründeten Untergrundorganisation.
Am 2. Mai 1941 wurde Schoemaker wegen seiner Mitgliedschaft im OD von den Deutschen festgenommen, im Gefängnis von Scheveningen (Oranjehotel) inhaftiert und im März 1942 in Amersfoort vor Gericht gestellt. Gemeinsam mit 70 weiteren Angeklagten, darunter auch der Olympiateilnehmer im Dressurreiten, Pierre Versteegh, wurde er zum Tode verurteilt. Die Gefangenen wurden nach Sachsenhausen transportiert und dort am 3. Mai 1942 durch ein Hinrichtungskommando erschossen, jeweils in Gruppen zu zwölf Mann. Die Gruppe soll von einem 19-jährigen jungen Mann verraten worden sein, der im August 1941 von entkommenen Mitgliedern des OD getötet wurde, indem sie ihn bewusstlos schlugen, in einen Sack steckten und in einen Teich warfen.
Posthum wurde Schoemaker mit dem niederländischen Verzetskruis ausgezeichnet.